# Хейнс, Гибби
Гибсон Джером (Гибби) Хейнс (англ. Gibson Jerome Haynes, Gibby Haynes; род. 30 сентября 1957, Даллас, Техас) — американский рок-музыкант, певец, радиоведущий и художник, сооснователь и постоянный вокалист группы Butthole Surfers.

## Ранняя жизнь и карьера
Гибби Хейнс родился и вырос в Далласе. Его отец — актер Джерри Хейнс, наиболее известный как детский телеведущий из Далласа «Mr. Peppermint». Мать — Дорис Хейнс. Его дядя — Фред Элмор Хейнс-младший — был генерал-майором корпуса морской пехоты США, кавалером орденов. Гибби Хейнс посещал Университет в Тринити и изучал бухгалтерский учет. После окончания университета он пошел работать аудитором в бухгалтерскую фирму Peat Marwick.
В 1981 году Хейнс и его одноклассник по Тринити Пол Лири опубликовали журнал «Strange V.D.», в котором были представлены фотографии аномальных медицинских заболеваний в сочетании с вымышленными, юмористическими объяснениями болезней. После того, как его застукали с одной из этих фотографий на работе, Хейнс уволился из бухгалтерской фирмы и переехал в Южную Калифорнию вместе с Лири. После короткого периода, проведенного за продажей домашней одежды и постельного белья с изображением Ли Харви Освальда, пара вернулась в Сан-Антонио и основала группу, которая в конечном итоге стала Butthole Surfers, которая была известна своими тщательно продуманными сценическими шоу и психоделической музыкой. Хейнс часто стрелял из дробовика над толпой во время живых выступлений Butthole Surfers.
Хейнс играл на саксофоне в нескольких альбомах, включая дебютный альбом группы Psychic… Powerless… Another Man’s Sac.
Хейнс вместе с фронтменом Ministry Элом Йоргенсеном жили с Тимоти Лири и использовались в качестве подопытных кроликов для его психоделических экспериментов.
Хейнс появился с Ministry (записав ведущий вокал в их песне «Jesus Built My Hotrod») и на cd Revolting Cocks 2006 года под названием Cocked and Loaded.
Хейнс также был фронтменом группы P с другом и актером Джонни Деппом. Он также записал вокал для The Dead Milkmen и Deconstruction. Сольный проект Хейнса называется Gibby Haynes and His Problem. В 2009 году он спродюсировал Varshons, запись кавер-версии песен The Lemonheads с приглашенным вокалом Лив Тайлер и Кейт Мосс. Гибби Хейнс также появился в качестве приглашенного вокалиста в песне «Atlanta» группы Mastodon, которая была выпущена ограниченным тиражом 18 апреля 2015 года в честь Дня Магазина Звукозаписи 2015. Эту песню также можно найти в альбоме Mastodon 2020 года Medium Rarities.
Как художник, весной 2011 года Хейнс выставил некоторые из своих акварелей и рисунков в Recess Activities в галерее Кидд Йеллин, расположенной в Бруклине, основанной Шарлоттой Кидд и Дастином Йеллином.

## Работа в кино и на телевидении
В середине 1980-х Хейнс и группа объединили кадры с шумного концерта в Детройте с размышлениями о сознании, в основном, когда они лежали вместе в большой кровати, в концертном видео Blind Eye Sees All. Хейнс и Джонни Депп сняли мини-документальный фильм о Джоне Фрушанте под названием Хлам. В конце 1992 года Хейнс появился в первом полнометражном видео GWAR Phallus In Wonderland в роли режиссера Фрица Вана. Хейнс ненадолго появился в фильме Джима Джармуша 1995 года Мертвец в роли мужчины, которому делают минет в переулке. У него также есть небольшая эпизодическая роль в фильме Грегга Араки 1997 года Нигде и телевизионном шоу Delocated. Кроме того, он фигурирует как некредитованный в СиБи 4: Четвёртый подряд.